# Santa María la Real de Nieva
Santa María la Real de Nieva – gmina w Hiszpanii, w prowincji Segowia, w Kastylii i León, o powierzchni 179,75 km². W 2011 roku gmina liczyła 1094 mieszkańców.